# Лунино (Рязанская область)
Лунино — село в Шиловском районе Рязанской области в составе Задубровского сельского поселения.

## Географическое положение
Село Лунино расположено на Окско-Донской равнине на правом берегу реки Оки в 13 км к северо-западу от пгт Шилово. Расстояние от села до районного центра Шилово по автодороге — 28 км.
В окрестностях села Лунино несколько небольших ручьев. К востоку от села, между рекой Окой и Константиновской старицей, пойменные озера — Ворково, Рог, Кочарник и Болото Пыжим. Ближайшие населенные пункты — села Константиново и Пустополье.

## Население
По данным переписи населения 2010 г. в селе Лунино постоянно проживают 14 чел. (в 1992 г. — 46 чел.).

## Происхождение названия
Вплоть до начала XX в. село носило двойное название — Лунино, Богородицкое тож. Первое наименование села произошло от фамилии владельцев — дворян Луниных, второе дано по наименованию церкви.

## История

Герб рода дворян Луниных.

Первое упоминание о селе Лунино относится к началу XVI в. В 1514 г. великий князь Василий III Иванович (1505—1533) пожаловал своим дворянам Луниным деревню Туралеву (Тюрюлеву) в Старорязанском стане.
По данным окладных книг за 1676 г. в деревня Туралева, Лунино тож, относилась к приходу Борисоглебской церкви села Константиново, и в ней числились «двор помещиков, да крестьянских 5 дворов». Туралева стала родовым гнездом Луниных, и уже в середине XVIII в. писалась сельцом Богородицким, Лунино тож.
Возвышение рода началось при Михаиле Киприановиче Лунине (1712+1776 гг.), тайном советнике и президенте Вотчинной коллегии при императрице Екатерине II Алексеевне. Михаил Киприанович значительно расширил владения Луниных, прикупив к сельцу Богородицкому также соседние села Задубровье и Желудево. В самом Богородицком, Лунино тож, по инициативе и на средства М. К. Лунина, было начато строительство каменного храма, и в 1769 г. был освящен его придельный престол во имя Михаила Архангела. Рядом с храмом Михаил Киприанович построил обширный усадебный дом с садом и парком. Так сельцо Богородицкое стало селом Лунино. По данным И. В. Добролюбова, в это время в селе Лунино насчитывалось 22 двора, в коих проживало крестьян 88 душ мужского и 119 душ женского пола.

После смерти М. К. Лунина, похороненного в построенной им церкви, его обширные владения были разделены между пятью его сыновьями. Села Лунино, Задубровье и Старая Рязань достались по разделу его старшему сыну, Александру Михайловичу Лунину (1745+1816 гг.), генерал-поручику и действительному тайному советнику, правителю Полоцкого наместничества. При А. М. Лунине строительная деятельность в селе Лунино продолжается. В 1782 г. с освящением главного престола во имя Рождества Пресвятой Богородицы, он завершил строительство каменного Богородицерождественского храма. К началу XIX в. был значительно перестроен и усадебный дом Луниных, над которым надстроили 2-й этаж и пристроили 6-колонный портик с треугольным фронтоном. В целом усадьба была перестроена в стиле классицизма, сохранив свой вид до сих пор.

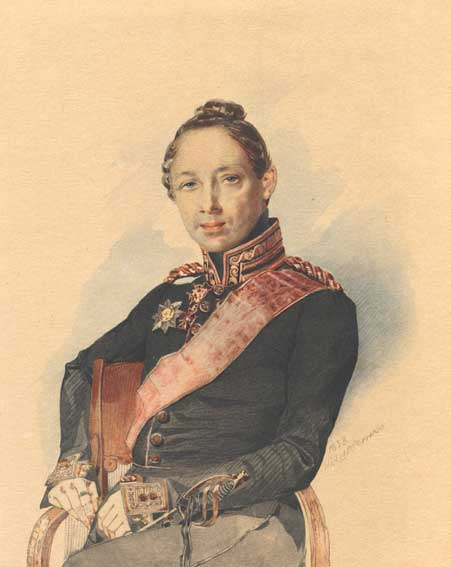
Николай Александрович Лунин (1789 – 1848), тайный советник и шталмейстер, владелец села Лунино.

В дальнейшем село Лунино перешло во владение младшего сына А. М. Лунина – шталмейстера и тайного советника Николая Александровича Лунина (1789+1848 гг.). В молодости с Николаем Александровичем Луниным был особенно дружен его двоюродный брат, известный революционер-декабрист лейб-гвардии подполковник Михаил Сергеевич Лунин (1787+1845 гг.). В 1819 г. М. С. Лунин составил завещание, по которому передавал Николаю Александровичу Лунину все свое имущество. А вот сведения о том, что сам декабрист Михаил Сергеевич Лунин неоднократно бывал в родовой усадьбе своего деда в селе Лунино, явно нуждаются в подтверждении.
Во второй половине XIX в. усадьба в Лунино переходит во владение сестры Н. А. Лунина – Елены Александровны (1791+1863 гг.), вышедшей замуж за сенатора П. С. Полуденского; а затем во владение графини Александры Федоровны Граббе (урожденной Орловой-Денисовой; 1837+1892 гг.) и её сына, генерал-майора свиты Е.И.В. и командующего Собственным Е.И.В. конвоем Александра Николаевича Граббе (1864+1947 гг.).
В это время в 1858 г. в Лунино священником М. А. Остроумовым была открыта двуклассная смешанная церковно-приходская школа, в 1863—1867 гг. была значительно перестроена Богородицерождественская церковь, в которой освящен ещё один придел — во имя Покрова Пресвятой Богородицы.
К 1891 г., по данным И. В. Добролюбова, в приходе Богородицерождественской церкви села Лунино, помимо самого села с 45 дворами, состояла также деревня Пустое Поле (11 дворов), в коих проживало всего 681 душа мужского и 752 души женского пола, в том числе грамотных — 485 мужчин и 12 женщин.
В Епархиальных ведомостях за 1913 г. указывалось, что Богородицерождественский храм в селе Богородицкое «зданием каменный, с такою же колокольнею». В состав прихода Богородицерождественской церкви входили, кроме села Лунино, Богородицкое тож, с 77 дворами, деревня Пустое Поле со 179 дворами. В школе села Лунино к этому времени обучалось 66 мальчиков и 41 девочка, на содержание учителей отпускалось 480 руб. в год.

После Октябрьской революции 1917 г. барская усадьба в селе Лунино подверглась погрому и была экспроприирована новыми властями. Часть архива и обстановки усадьбы вывезли в Москву и в краеведческий музей в городе Спасске-Рязанском. С 1928 г. в здании бывшего усадебного дома Луниных разместилась школа крестьянской молодежи, позднее — основная общеобразовательная школа, которая размещается здесь и до сих пор. Возможно благодаря этому усадьба Лунино была сохранена для потомков. В 1961 г. были прекращены службы в Богородицерождественском храме, а его имущество пропало. Впоследствии здание храма сильно пострадало от пожара. Храм был заново освящен в 1999 г., начались восстановительные работы.

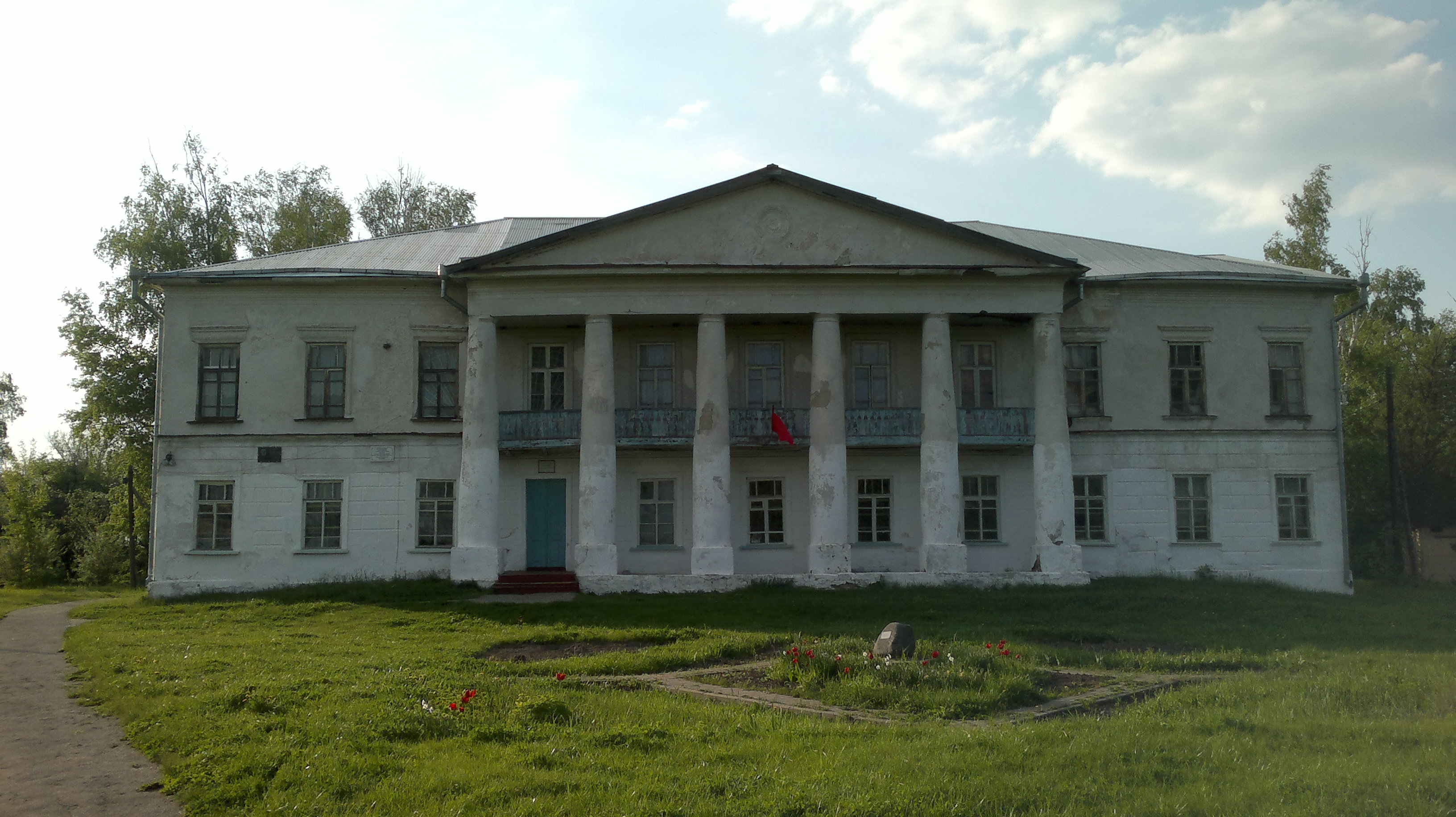
Село Лунино. Усадебный дом дворян Луниных, конец XVIII – начало XIX вв. Перед усадьбой установлен памятный знак «Географический центр Рязанской области».

В сентябре 2002 г. на клумбе перед усадьбой Луниных группой учащихся Рязанского свободного лицея под руководством преподавателя географии М. Шляка и рязанского краеведа А. Бабурина был установлен памятный знак, означающий нахождение здесь географического центра Рязанской области (54º 19′ с. ш. и 40º 40′ в. д.). Полученные данные были научно подтверждены кафедрой физической географии РГПУ и заверены профессором университета В. Н. Кривцовым. Памятный знак представляет собой камень, привезенный из села Константиново Рыбновского района (с родины С. А. Есенина) с табличкой: «Центр Рязанской области».
В мае 2003 г., во время торжеств, посвященных 225-летию Рязанской губернии, учащиеся свободного лицея установили в селе знак-указатель направлений от центра области до ряда мировых столиц: Лондона, Парижа, Нью-Йорка, Рима, Стамбула, Пекина и Токио. Причем названия городов были написаны на языке той страны, куда направлена стрелка указателя. Километраж определила группа учёных Рязанского государственного педагогического университета. На пригорке с видом на Оку обустроена эколого-географическая площадка с настоящим штурвалом. В Лунино периодически организуется волонтёрский лагерь с участием студентов из Италии и Франции.

## Социальная инфраструктура
В селе Лунино Шиловского района Рязанской области существовала ранее Лунинская основная общеобразовательная школа (филиал Мосоловской СОШ).

## Транспорт
Основные грузо- и пассажироперевозки осуществляются автомобильным транспортом.

## Достопримечательности
- Храм Рождества Пресвятой Богородицы — Богородицерождественская церковь. Построен в 1769—1782 гг. по инициативе и на средства дворян М. К. и А. М. Луниных.[13]
- Усадьба дворян Луниных, конец XVIII — начало XIX вв. Сохранность средняя: сохранились 2-этажный усадебный дом, служебный флигель (людская) и усадебный парк.[9]
- Памятный знак «Географический центр Рязанской области» со знаком-указателем направлений и расстояний от центра области до ряда крупнейших городов мира и эколого-географической площадкой. Установлены в 2002—2003 гг. учащимися Рязанского свободного лицея.[7]